# الشراهة (من الخطايا السبع المميتة)

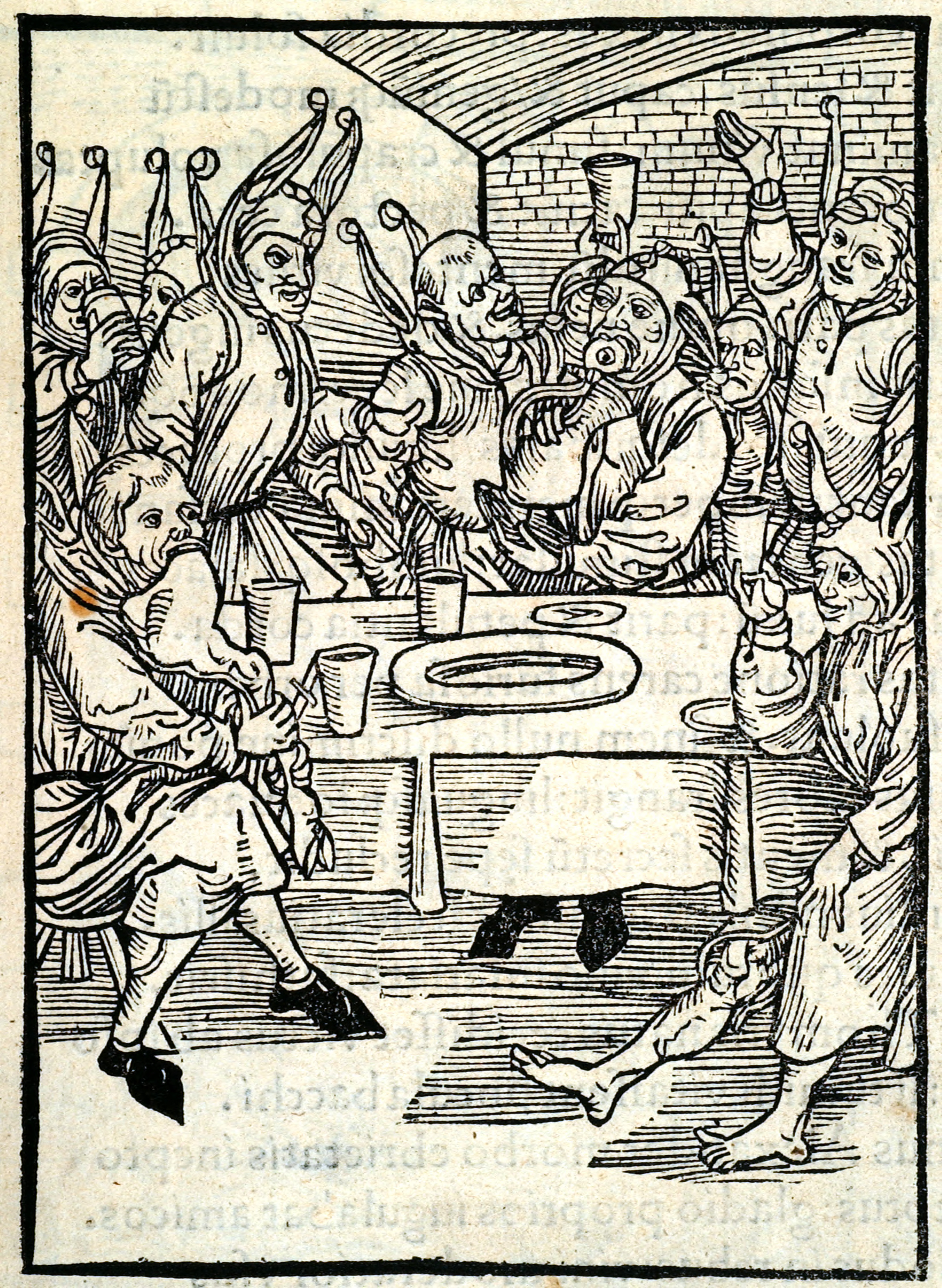
نقش خشبي يمثل الشراهة

الشراهة (باللاتينية: جولا، وهي مشتقة من جوديرين اللاتينية التي تعني «البلع أو التجرع») تعني الانغماس المفرط أو الإفراط في استهلاك الطعام، الشراب، أو عناصر الثروة بشكل خاص على أنها رموز تعبر عن الحالة الاجتماعية. تعتبر الشراهة في المسيحية خطيئة، إذا ما كانت الرغبة المفرطة بالطعام تتسبب في حجب الطعام عن المحتاجين. وتعتبر بعض الطوائف المسيحية الشراهة بأنها إحدى الخطايا السبع المميتة. 

## أصل التسمية
فهي في سفر التثنية 21:20 والأمثال 23:21 זלל. لدى مجموعة جينيس (الكلمة السفلى على اليسار) إشارات ل «التبذير» و «الإسراف» (هدر).
وهي في ماثيو 11:19 ولوك 7:34 («فاغوز» مترجم صوتياً حرفاً لحرف)، موسوعة إل أس جيه هي موسوعة صغيرة وترجع فقط إلى مصدر خارجي واحد، زينوبياس باروإيمي أوغرافاس 1.73. وقد تعني الكلمة ببساطة «آكِل» منذ والذي يعني «أكل». 

## في الأديان

### اليهودية
استناداً إلى لائحة ال613 وصية التي يجب على اليهود الالتزام بها وفقا ل رامبام اليهودي، فإن الشراهة أو الأكل والشرب المفرط ممنوعة. وقد تم إدراجها في اللائحة هكذا 169# .

### الكاثوليكية
أخذ قادة الكنيسة من العصور الوسطى الزاهدة نظرة أوسع لمفهوم الشراهة:

#### القديس غريغوري العظيم
هو البابا غريغوري الأول (البابا غريغوري العظيم)، طبيب الكنيسة الذي وصف الطرق الآتية التي يمكن للمرء من خلالها ان يرتكب خطيئة الشراهة، وأمثلة من الكتاب المقدس مطابقة لكل واحدة منهم:
1- الأكل قبل موعد الوجبات من أجل إرضاء الحنك.
مثال من الكتاب المقدس: يأكل جوناثان بعض العسل في الوقت الذي أمره فيه والده طالوت بأنه لن يؤكل أي طعام قبل المساء (لاحظ بأن هذا النص هو تقريبا توضيحي، مثلما هو الحال في هذا، جوناثان لم يكن يعلم بأن كان يأكل أيضاً.
2- التماس الدقة والجودة الأفضل للطعام لإرضاء حاسة التذوق الدنيئة.
مثال من الكتاب المقدس: عندما اشتكى بنو إسرائيل الخروج من مصر بقولهم "من سيعطينا لحماً لنأكل؟" نحن نتذكر السمك الذي أكلناه في مصر بحرية، الخيار والبطيخ، الكراث والبصل، والثوم. "الرب أمطر طيوراً لهم ل يأكلوها ولكنه عاقبهم ل 500 سنة لاحقة.
3- الاستمالة لتحفيز الحنك بالطعام المعدّ بشكل مفرط ومتقن (مثال ذلك: الطعام المعدّ بأجود الصلصات والتوابل).
مثال من الكتاب المقدس: قام اثنان من أبناء إلي الكاهن الأعلى بإعداد اللحم القرباني ليتم طبخه بأسلوب واحد عدا عن آخر. وفي النهاية قوبلوا بالموت.
4- تجاوز كمية الغذاء اللازمة.
مثال من الكتاب المقدس: أن إحدى خطايا سودوم كانت (الاكتفاء من الخبز).
5- الأكل بحماسة شديدة حتى في حين الأكل بكمية مناسبة وحتى لو لم يكن الطعام من النوع الآخر.
مثال من الكتاب المقدس: بيع إيسو حق بكوريته من أجل الطعام الاعتيادي من الخبز وحساء العدس. لقد كان عقابه هو نفسه عقاب "الرجل الدنس... الذي باع حق بكوريته من أجل قطعة صغيرة من اللحم". نحن نعلم بأنه "لم يجد مكاناً للتوبة، مع أنه بحث بحذر مع دموعه المنهمرة.
لقد كانت الطريقة الخامسة أسواء الطرق المذكورة سابقاً، هكذا قال القديس غريغوري، لأنها تظهر تعلقاً بالشهوة بشكل واضح. باختصار، لقد قال القديس غريغوري العظيم بأن المرء يمكن أن يستسلم لخطيئة الشراهة من خلال 1- الوقت، 2- الجودة، 3- المحفزات، 4- الكمية، 5- الحماسة. ويؤكد بأن الشهوة المخالفة للقواعد هي الخطيئة وليس الطعام بذاته. «لأن السبب ليس الطعام بذاته بل الشهوة التي هي من الذنوب».

#### القديس ثوماس أكويناس
في كتابه الخلاصة اللاهوتية(جزء 2-2، سؤال 148، مقالة 4)، يكرر القديس ثوماس أكويناس لائحة الخمس طرق لارتكاب خطيئة الشراهة:
- لوت – أكل الطعام الفاخر جداً، الغريب، والنفيس الغالي.
- ستوديوس – أكل الطعام المفرط بالجودة (المعدّ بشكل لطيف ومتقن).
- نيميس – أكل الطعام المفرط بالكمية (مبالغ فيه).
- برابروبير- الأكل بسرعة (بسرعة كبيرة أو في وقت غير مناسب).
- أردينتير – الأكل بشراهة (بحماسة شديدة).

يختم القديس أكويناس بأن الشراهة تدل على رغبة ملحة مبالغ فيها في الأكل، اذ تتعلق الطرق الثلاثة الأولى بالطعام نفسه بينما تتعلق الطريقتان الأخيرتان بطريقة الأكل. يقول أكويناس بأن عدم الإسراف في الطعام والشراب يزيل خطيئة الشراهة، والوسيلة الوحيدة لهذا الشيء هي الصيام.(أنظر: الصيام وعدم الإسراف في الطعام والشراب في الكنيسة الرومانية الكاثوليكية). بشكل عام، يعد الصيام مفيدا ل كبت الرغبة الملحة للجسم.

#### القديس ألفونسوس ليغوري
كتب القديس ألفونسوس ليغوري التالي عندما فسر الشراهة:
" لقد أدان البابا (إنوسنت) البريء الحادي عشر افتراضا يؤكد على أن الأكل والشرب هو من الدافع الوحيد لإرضاء الحنك ولا يعتبر خطيئة. ومع ذلك، فإنه ليس من الذنب أن نشعر بالرضا عند الأكل؛ لأنه، وبشكل عام، من المستحيل لك أن تأكل دون الشعور بلذة الطعام الطبيعية التي تنتج عن الطعام.و لكنه من العيب أن نأكل كالوحوش من خلال هذا الدافع الوحيد للإشباع الحسي وبدون أي شيء منطقي. إضافةً إلى أن ألذ اللحوم يمكن أن تؤكل بدون ارتكاب أية خطيئة إذا ما كان الدافع جيداً ويستحقه كل مخلوق عاقل. ويمكن أن يترتب على المرء ذنب إذا تناول أبشع طعام من خلال التعلق بالشهوة.

### الإسلام
إحدى الترجمات لمعنى جزء من آية قرآنية كالتالي:
«كلوا واشربوا ولا تسرفوا إنه لا يحب المسرفين» (هؤلاء الذين يبذرون ب إسراف)
تشجع السنة على الاعتدال في الأكل وو تنقد الإسراف بقوة.
قال رسول الله: "ما ملأ آدمي وعاءاً شراً من بطنٍ بحسب ابن آدم أُكلات يُقِمنَ صُلبه فإن كان لا محالة فثلث لطعامه، وثلث لشرابه، وثلث لنفسه. رواه الترمذي (2380). صنفه الألباني حديثاً صحيحاً في السلسلة الصحيحة (2265).
```
==في الإنجيل (إصدار الملك جيمس)== 
```

- سفر التثنية 21:20 – "و يجب عليهم أن يقولوا لكبار شيوخ المدينة، ابننا هذا متمرد وعاصٍ ولن يطيعنا، فهو شره وسكير.
- أمثال 23:20-21 – لا تكن بين أكلة اللحم وشاربي الخمر المتمردين لأن الشره والسكير سوف يصبحون فقراء. وسيكسو الخمول الإنسان بالملابس البالية.
- أمثال 23:2 – " عندما تجلس لتأكل مع الحاكم، انظر بحرص إلى ما هو أمامك وضع سكيناً على حلقك إذا كنت رجلاً مفتوح الشهية.
- أمثال 25:16 –" هل وجدت العسل؟ كُل بالقدر الذي يكفيك خشية أن تمتلئ وتستفرغه.
- لوك 7:33-35 (و بيان مواز له في ماثيو 11:18-19) - " لأن يوحنا المعمدان قد أتى لا يأكل الخبز ولا يشرب الخمر؛ وأنت تقول لديه شيطان. لقد أتى ابن الإنسان يأكل ويشرب؛ وأنت تقول ترقبوا إنساناً شرهاً وشارب خمر، وصديقاً ل أصحاب الحانات والعصاة المخطئين !! ولكن يتم تبرير الحكمة لكل أطفالها.

## في الفنون
يذكر كاليخوس أشهر شعراء الإغريق:"أن كلُّ ما أعطيته لبطني قد اختفى، ولقد احتفظت فقط بالعلف الذي أعطيته لروحي.
اقتباس مشهور:«كُل لتعيش ولا تعش لتأكل» الذي ينسب عادةً إلى سقراط. اقتباس من ريتوريكا أد هيرينيوم الرابع.28 :«أنه من الضروري أن تأكل حتى تعيش وليس أن تعيش من أجل أن تأكل». معتمد من قاموس أكسفورد للأمثال للكاتب شيشرون.

## الروابط الخارجية
قالب:Seven Deadly Sins
قالب:Catholic virtue ethics